# Регина Покорна
Регина Тајсл Покорна (рођена Pokorná; рођена 18. јануара 1982) је словачко-аустријска шахисткиња, са титулом женски велемајстор (WGM).

## Шаховска каријера
Покорну је тренирао велемајстор Јан Плахетка. Покорна је освојила Првенство Европе за девојчице испод 10 година 1992. године и првенство Словачке за девојке до 18 година 1996, 1997 и 1999. године. Такође, 1999. године, она је освојила Јуниорско првенство Европе за девојкаме у Патрасу, Грчка. У 2000. години учествовала је на ФИДЕ  Светском шаховском купу за жене.
Покорна представља Словачку на осам Шаховских олимпијада за жене у периоду од 1998. до 2012. Њен најбољи резултат је био на 37. шаховској Олимпијади у Торину 2006. године, где је имала 7/10 и заузела осмо место међу играчима на трећој табли.
Она је представљала Словачку на три Екипна Европска Шаховска Шампионата за жене од 1997. до 2001. године, и освојила екипно злато и појединачну бронзу у Батумију 1999.
У 2009. години Покорна је освојила Првенство Словачке у шаху за жене. Она је такође освојила, појединачно или заједно, велики број најјачих женских шаховских турнира, укључујући и Турнир медитеранских боја у Ријеци у 2001, 2002, 2005 и 2009. години, EWS куп у Џакарти 2007, и турнир Медитеранско Златно Острво у Врбнику 2008.
У 2015. години, она је променила федерацију и од тада представља Аустрију.

## Лични живот
Њена сестра Рената Покорна је такође ФИДЕ-рејтнгована шахисткиња.
Њен лик је коришћен за сет од четири поштанске марке, који је укључивао водеће шахисткиње, објављен у Чаду у 2010. години.

## Познате игре
- Регина Покорна против Гаприндашвили, 4. Првенство Европе (жене), (2003), Сицилијанска одбрана: Класична варијација (В57), 1-0